# Віктор Малярек
Віктор Малярек (26 червня 1948, Лашин, Квебек) — відомий тележурналіст, автор есе-розслідувань, романіст, старший репортер програми W-Five каналу CTV.

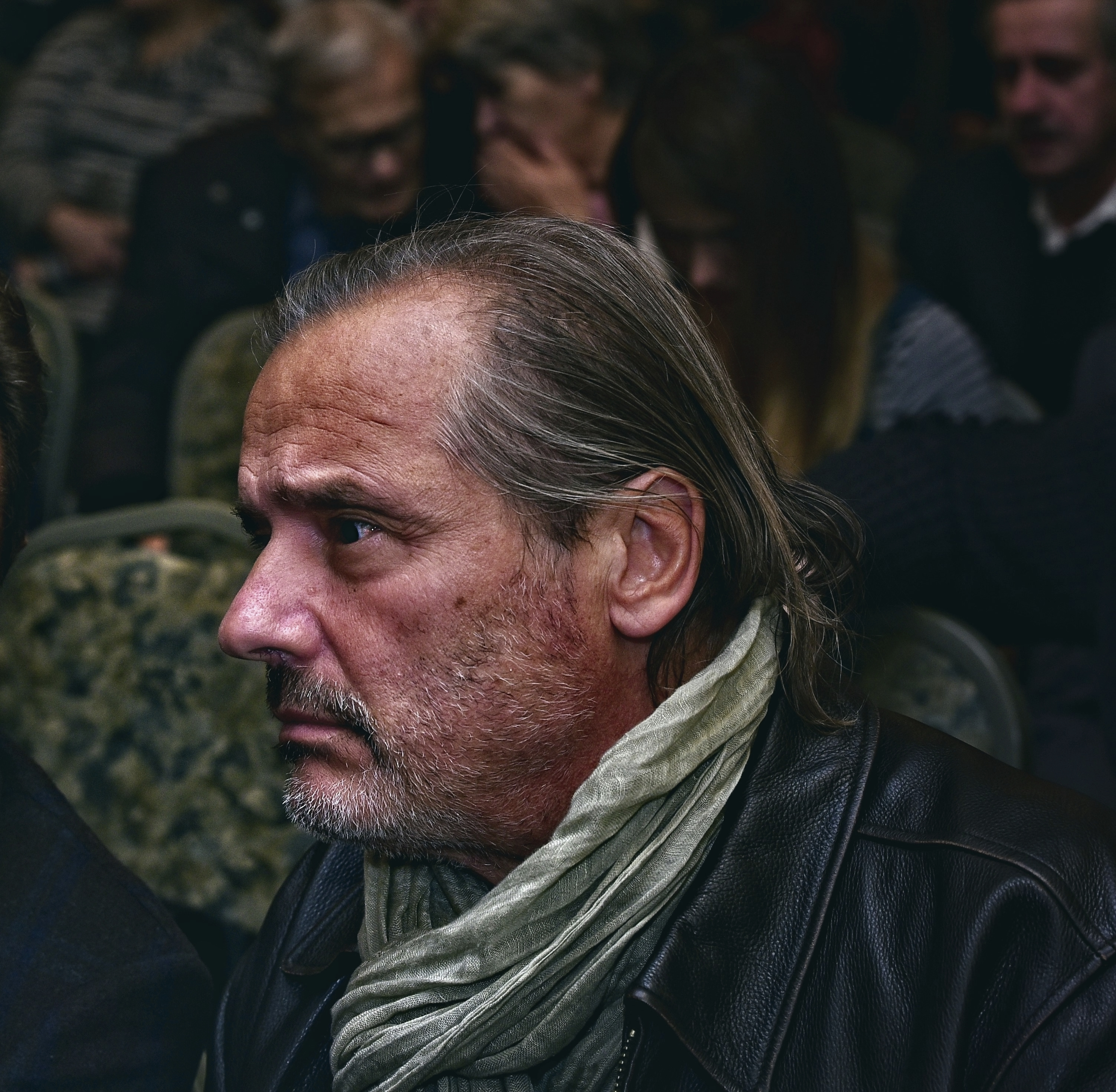
Віктор Малярек на зборах в УНО, Торонто, 2107

## Життєпис
Народився у неблагополучній родині в містечку Лашин у провінції Квебек, у 1948 р., якийсь час виховувався в інтернаті. В журналістське середовище потрапив як «копі-бой» недільної газети в Монреалі в 1968 р., а двома роками пізніше розпочав роботу кримінального репортера в газеті «Монреаль Стар». У 1971 році опублікував розслідування з виправного закладу для неповнолітніх хлопців, яке потрапило на перші шпальти й проторувало йому шлях до журналістики факту та голосних розслідувань. Від 1976 року працює у «Ґлоб енд Мейл». У 1984 році публікує автобіографічну книжку про своє непросте дитинство з виразними соціальними та правозахисними мотивами. Видав кілька прозових творів.

## Журналістика
У своїй журналістській кар'єрі Малярек подавав матеріали не лише з Канади й Сполучених Штатів, але й з цілого світу – Афганістану, Ірану, Курдистану, Ефіопії, Сомалі, Німеччини, Франції, Італії, Австрії, Таїланду, Гонконгу, Австралії, Мексики, Бразилії, Чилі, Колумбії та з України. Часто його матеріали містили викривальні факти та свідчення, зачіпали «незручні» та табуйовані теми.

## Літературна творчість
На 2014 рік опубліковано 7 книжок, найбільш популярною з яких була «Наташі. Всередині глобальної торгівлі сексом», перекладена 12 мовами.

## Нагороди
- Отримав відзнаку генерал-губернатора Канади «За громадську і журналістську діяльність». (1976)
- Гуманітарна премія імені Маркіяна Охримовича (2015)
- Має також найвищі нагороди як найкращий журналіст Канади.